# Scopula denubilata
Scopula denubilata là một loài bướm đêm trong họ Geometridae.